# Joan Gardy Artigas
Joan Gardy Artigas, pseudónimo de Joan Llorens i Gardy (Boulogne-Billancourt, 18 de junio de 1936), es un escultor y ceramista español, hijo de Josep Llorens i Artigas. Su obra pública se puede encontrar repartida por Francia, España, Estados Unidos, Alemania y Reino Unido. Durante muchos años fue director de la Fundació Tallers Josep Llorens Artigas de Gallifa, fundada en 1989 en memoria de su padre con el objetivo de proporcionar un lugar de creación para los artistas de cualquier lugar del mundo, y que actualmente dirige su hijo Isao.

## Biografía
Nacido en la localidad francesa de Boulogne-Billancourt, cerca de París, su familia se instaló en Céret cuando la Alemania nazi ocupó su ciudad natal en la Segunda Guerra Mundial. Dos años después se establecieron en Cataluña. Creció rodeado de artistas, ya que su padre era íntimo amigo de Joan Miró y de Pablo Picasso, dos artistas universales. Vivió en España hasta 1958, momento en que regresó a Francia y se estableció en París para estudiar en la Escuela del Louvre. Al finalizar sus estudios abrió su propio taller en la capital francesa. En él trabajaría con otros artistas, como Georges Braque o Marc Chagall. También conoció a Alberto Giacometti en Montparnasse, con quien mantuvo una gran amistad durante su estancia parisina.
Gardy Artigas ha colaborado en todos los grandes murales realizados por Joan Miró (el de la Universidad Harvard, el de la sede de la Unesco en París, Aeropuerto de Barcelona, en el Kunsthaus de Zúrich,...), y en varias de sus esculturas, como Dona i Ocell.
Suya es la escultura Terra i foc, de más de 15 metros de altura, situada a la avenida Diagonal de Barcelona, enfrente de la sede central de La Caixa, entidad que le hizo el encargo en los años 1980. También se puede ver una obra monumental suya en el área de descanso del punto kilométrico 67,7 de la autopista del Mediterráneo (AP-7), en la comarca catalana del Gironès.

## Exposiciones relevantes
Como escultor, ha expuesto su obra en la Galeria Maeght, la Galería Theo de Madrid, en el Meadows Museum de Dallas, o en el Instituto Español de Nueva York, entre otros.